# Klobenstein (Ritten)
Klobenstein, italienisch Collalbo, nach dem Ersten Weltkrieg kurzzeitig Collefratto, ist der Hauptort der Gemeinde Ritten in Südtirol (Italien). Das Dorf befindet sich in etwa 1140 m Höhe auf dem Ritten hoch über dem unteren Eisacktal. Unmittelbar östlich schließt sich die kleine Ortschaft Lengmoos an.

## Kultur und Sehenswürdigkeiten

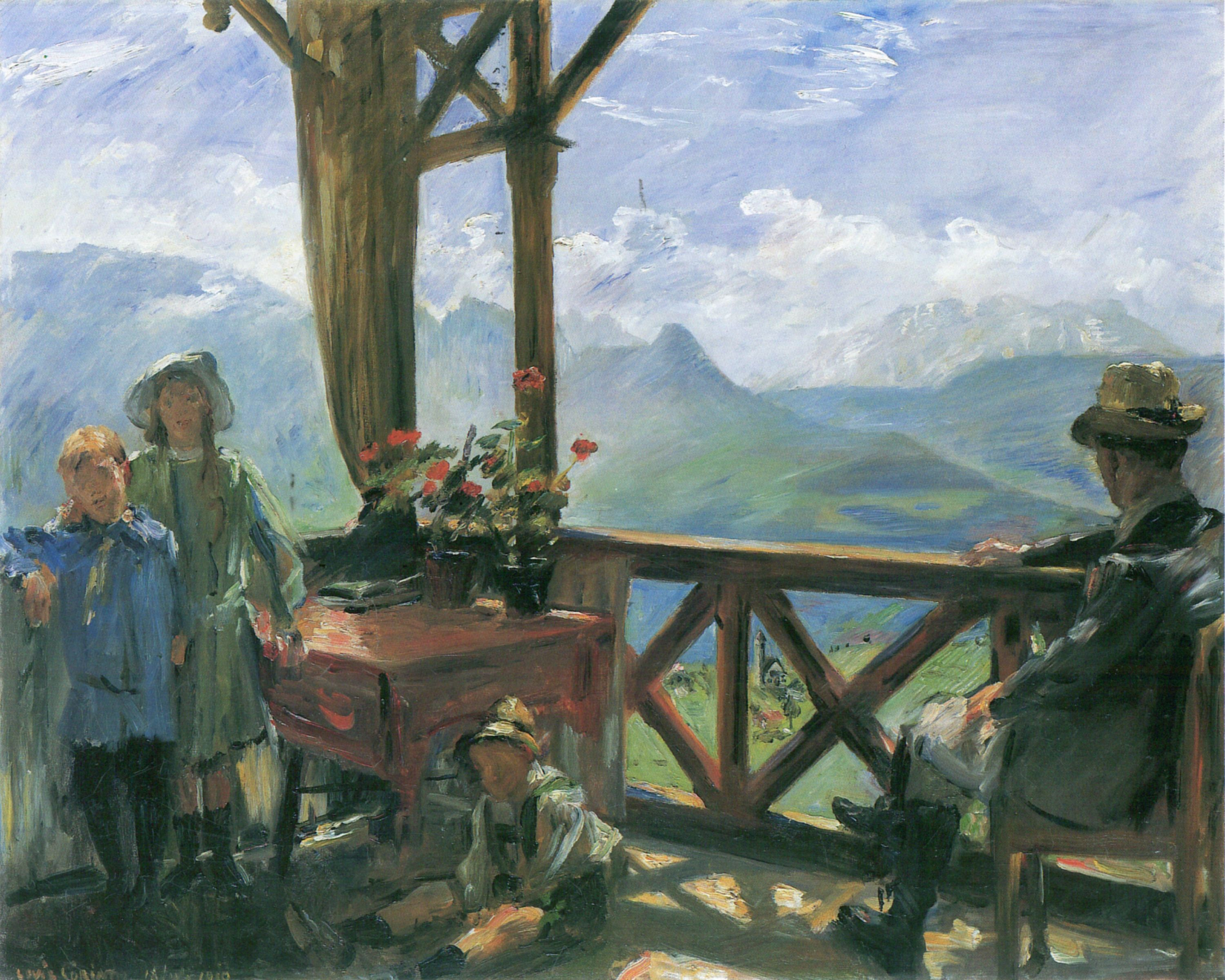
Der Hamburger Unternehmer Henry B. Simms 1910 in der Klobensteiner Sommerfrische. Gemälde von Lovis Corinth

Die St.-Antonius-Kirche in Klobenstein stammt aus dem 17. Jahrhundert. Die Rittner Sommerfrischhäuser der Bozener Patrizier und Aristokraten wurden ab dem 17. Jahrhundert in Klobenstein, Oberbozen und Maria Himmelfahrt erbaut. So verbrachte z. B. die Familie des späteren Fürstbischofs von Trient, Johann Nepomuk von Tschiderer, die Sommer in Klobenstein, wo er selbst nach seiner Priesterweihe drei Jahre lang wirkte.
Unter den Sommerfrischgästen, die Anfang des 20. Jahrhunderts nach dem Bau der gemischten Zahnrad- und Adhäsionsbahn von Bozen über Maria Himmelfahrt nach Klobenstein kamen, waren Sigmund Freud, der im Hotel Post abstieg, und Franz Kafka, der von Meran aus über Bozen hierher am 22. Juni 1920 einen Ausflug unternahm, um „reine, fast kalte Luft nahe gegenüber den ersten Dolomitenketten“ einzuatmen. Der Schriftsteller Ferdinand Kürnberger (1821–1879) verweilte 1875 in Klobenstein und schrieb: „Ich komme buchstäblich in die Illusion, daß ich in Wien gestorben bin und in Klobenstein auferstanden“. Joseph Herzfeld (1853–1939), deutscher Reichstagsabgeordneter, starb 1939 hier im Exil.

## Verkehr
Klobenstein ist von Bozen aus über die erst in den 1960er Jahren angelegte Landesstraße 73 erreichbar. Zudem befindet sich hier der Endbahnhof der Rittner Bahn.

## Bildung
In Klobenstein gibt es einen Kindergarten, eine Mittelschule und eine Musikschule. Die nächstgelegene Grundschule befindet sich in direkter Nachbarschaft in Lengmoos. Alle Schulen der Gemeinde Ritten sind zu einem Schulsprengel zusammengefasst, der seinen Sitz in Klobenstein hat. Der Kindergarten gehört zum Sprengel Bozen und die Musikschule zur Musikschule Ritten/Sarntal des Instituts für Musikerziehung.

## Sport
Am Eingang des Ortes befindet sich die von Ritten Sport betriebene Sportzone mit dem Eisring, der Arena Ritten, dem Fußballplatz sowie mehreren Tennisplätzen. Das angrenzende Freibad hat die Gemeinde an ein Privatunternehmen verpachtet. Wiederkehrende Sportveranstaltungen sind verschiedene Eisschnelllaufbewerbe auf dem Eisring und die Spiele des Klubs Ritten Sport in der höchsten Eishockeyliga.

## Persönlichkeiten
- Joseph Herzfeld (1859–1939), deutscher Politiker, der im Klobenstein starb
- Bruno Hosp (1938–2023), Politiker, Bürgermeister in Ritten, Landesrat, Vizepräsident der Föderalistischen Union Europäischer Volksgruppen
- Robert Peroni (* 1944), Extremsportler, Bergsteiger und Skilehrer